# 인천 강화도 농수로 살인사건
인천 강화도 농수로 살인사건(仁川江華島農水路殺人事件)은 2020년 12월 A씨(당시 20대)가 누나인 B씨(당시 30대)를 칼로 25번 찔러 살해한 사건이다.

## 사건 개요
2020년 12월 집으로 돌아온 A씨는 누나인 B씨에게 잔소리를 듣고는 앙심을 품어 칼로 B씨를 25번 찔러 살해하였다. 그 후 자신이 거주하는 아파트 옥상에 열흘 동안 시체를 보관했다가 2021년 1월 인적이 드문 석모도 도랑에 시체를 투기하였다. 시체 투기 3달 후인 2021년 4월 경 인근 주민이 물에 뜬 B씨의 시체를 발견해 경찰에 신고하였고 가해자 A씨는 현재 살해죄로 인천지방법원에서 재판을 받고 있다.

## 수사
경찰은 A씨가 숨진 B씨의 재산을 자신의 계좌로 이체한 것과 B씨의 SNS 계정으로 B씨인 척 행세를 해 B씨의 남자친구와 SNS 문자 메시지를 한 정황이 확인됐다. 또 자신이 시체를 투기한 장소를 자주 검색했던 것으로 드러났다. A씨는 B씨의 핸드폰에서 유심칩을 빼 B씨의 SNS 계정을 탈취했다. 이후 부모님이 가출 신고를 했으나 A씨가 마치 B씨와 카카오톡 대화를 나눈 것처럼 대화 기록을 꾸며 부모님께 보여주며 가출 신고를 취하하게 만들었다.